# Speed Racer (videogioco 1983)
Speed Racer è un videogioco di guida automobilistica pubblicato nel 1983 per Commodore 64, caratterizzato dalla possibilità di investire pedoni innocenti per ottenere punti.
La rivista statunitense Video Games scelse di non recensirlo ma pubblicò comunque un articolo sul gioco, parlando della desensibilizzazione riguardo all'assassinio causata dai media e delle molte reazioni negative suscitate dal gioco.
Critiche analoghe si erano avute con Death Race (1976) e si ebbero di nuovo con Carmageddon (1997), che arrivò a subire la censura.

## Modalità di gioco
Il giocatore guida un'auto solitaria su una strada pubblica che è un rettilineo infinito, con visuale dall'alto, a scorrimento verso l'alto. Lungo il percorso si incontrano ostacoli, come buche e veicoli fermi, che se toccati causano la perdita di una vita, e pedoni. I pedoni sono di vario tipo, la maggior parte attraversano la strada ma alcuni sono fermi, e possono essere investiti senza danno all'auto, lasciando una macchia di sangue sull'asfalto. I controlli sono sterzo, accelerazione, frenata e suono del clacson, che ha l'effetto di accelerare il passo dei pedoni.
Il giocatore deve cercare di accumulare più punti possibile prima che scada il tempo o che si esauriscano le vite. Ci sono tre punteggi separati: le miglia percorse, il numero di pedoni evitati (heavenly points, punti celestiali) e il numero di pedoni investiti (devilish points, punti diabolici).